# Zajączki (powiat ostródzki)
Zajączki (niem. Haasenberg) – osada w Polsce położona w województwie warmińsko-mazurskim, w powiecie ostródzkim, w gminie Ostróda.
W latach 1975–1998 miejscowość należała administracyjnie do województwa olsztyńskiego.
Wieś, położona nad rzeką Gizelą, w granicach Parku Krajobrazowego Wzgórz Dylewskich. 

## Historia
Tereny osadnictwa od czasów średniowiecza, gdy ludność z terenu Mazowsza zbudowała tu gród obronny. Wieś wzmiankowana w dokumentach już w roku 1328 jako wieś rycerska. W czasach krzyżackich wieś pojawia się w dokumentach w roku 1328, podlegała pod komturię w Ostródzie, były to dobra rycerskie o powierzchni 40 włók.

## Zabytki
Na południe od wsi znajdują się ziemne wały będące pozostałością średniowiecznym grodzisku, dawniej wiązanym ze wzmiankowanym w źródłach pisanych grodem Sassenpils (gród Sasinów), datowanym na XII-XIII wiek, jednak badania archeologiczne z 2006 roku wykazały, że gród ten został zbudowany przez Słowian i miał za zadanie ochraniać Ziemię lubawską przed najazdami pruskiego plemienia Sasinów. Zdobienie naczyń znalezionych na grodzisku przez archeologów nawiązują do tradycji garncarstwa z terenów Mazowsza, zwłaszcza w przypadku zastosowania strefowego, pasmowego zdobienia naczyń. Analogie odnaleźć można też na licznych słowiańskich stanowiskach z terenu ziemi chełmińskiej takich jak Osiek Rypiński, Osieczek (gm. Książki) czy Jedwabno (gm. Lubicz). Grodzisko w Zajączkach znajduje się w dolinie rzeki Gizeli, na południe od wsi Zajączki tuż przy wsi Zakurzewo.
Ważnym zabytkiem wsi jest cmentarz ewangelicki z kaplicą Kramerów